# Eksperyment terminalny
Eksperyment terminalny (tyt. oryg. The Terminal Experiment) – powieść fantastycznonaukowa kanadyjskiego pisarza Roberta J. Sawyera. Powieść ukazała się w 1995 r., polskie wydanie, w tłumaczeniu Michała Jakuszewskiego, wydało wydawnictwo Zysk i S-ka w 1997 r. Powieść otrzymała nagrodę Nebula w 1995 r.

## Fabuła
Doktor Peter Hobson zastanawia się co się dzieje w momencie śmierci człowieka, konstruuje więc urządzenie pozwalające badać aktywność mózgów umierających ludzi. Badanie prowadzi tworząc trzy komputerowe symulacje własnej osobowości. Pierwsza nie ma wspomnień związanych z fizyczną egzystencją, druga nie ma wiedzy o starzeniu się i śmierci, w trzeciej, wzorcowej nie wprowadzono zmian. Niestety, wirtualne osobowości Hobsona uciekają z komputera do sieci, a jedna z nich jest mordercą.